# An Dro Retourné
Der An Dro Retourné ist ein bretonischer Kreistanz oder Reihentanz. Er ist eine moderne Abwandlung des An-dro, eines bekannten bretonischen Branle Doubles. Er ist auch bekannt unter Changé-tu, nach dem Lied, welches zu dieser Choreographie gesungen wird. Das Lied wird im Kan ha diskan intoniert.

## Ausgangsposition
Die Tänzer stehen im Kreistanz und fassen sich durch. Heutzutage fassen sich die Tänzer an den kleinen Finger (hakeln), wobei früher auch andere Finger, wie Mittelfinger oder Zeigefinger verwendet wurden.
Anfangs sind die Arme in Tiefhalte: Arme werden locker nach unten gehalten.

## Tanzschritte
Der An Dro Retourné besteht aus einem Grundschritt (dem An Dro) und einer Figur. Die Figur wird in er Melodie angekündigt.

### Grundschritt
Branle Double nach links  = Links-seit Rechts-ran Links-seit Rechts- leicht und unbelastet in der Luft nachstellen (kein kicken oder vorschwingen) – als ob der Fuß eine Pause macht 
Branle Double nach rechts = gegengleich, Schritte dabei fast auf der Stelle, was insgesamt ein Vorwärtskommen nach links bedingt und so auch typisch für die Familie der Branles ist.
Beim Double nach links erfolgt die Bewegung der Kette nach links. Beim Double nach rechts werden die Schritte am Platz getanzt ohne seitliche Bewegung mit einer geringen Bewegung nach vorne. Hierdurch entsteht eine wellenartige Bewegung, indem die Kette in der ersten Hälfte nach links tanzt und in der zweiten Hälfte stehen bleibt.

### Figur
1. Branle double mit links nach vorne; auf Schlag 4 wird rechtes Knie leicht angehoben; die Arme werden nach oben gestreckt.
2. Branle double mit rechts zurück zur Kreislinie; auf Schlag 4 werden die Arme nach unten genommen.
3. Branle double mit links nach vorne; Die Handfassung wird aufgelöst und am Ende klatschen alle;
4. Branle double mit rechts; Drehung um 180° über linke Schulter und zurück auf Kreislinie.
5. Branle double mit links weiter aus dem Kreis heraus; am Ende Klatschen
6. Branle double mit rechts; Drehung um 180° und zurück zur Kreislinie

Diese Figur wird insgesamt zweimal getanzt. Am Ende des 2. Durchgangs fassen sich die Tänzer wieder zu einem Kreis durch.